# Indanthura larwoodi
Indanthura larwoodi är en kräftdjursart som först beskrevs av Johann-Wolfgang Wägele 1981.  Indanthura larwoodi ingår i släktet Indanthura och familjen Anthuridae. Inga underarter finns listade i Catalogue of Life.